# Nirgendwer
Nirgendwer ist das erste Studioalbum des deutschen Rappers Sierra Kidd. Es erschien am 4. Juli 2014 und erreichte Platz 6 der deutschen Albumcharts, Platz 24 der österreichischen Albumcharts und Platz 60 der Albumcharts in der Schweiz.

## Titelliste
1. Sierra
2. Whatsapp
3. Nirgendwer
4. Knicklicht
5. Amor’s Headshot
6. Ich sah ihn noch (feat. Prinz Pi)
7. Welle
8. 20.000 Rosen
9. Splittermeer
10. Strom (feat. RAF Camora)
11. XO
12. Signal
13. Mobile
14. Gift
15. 540 KM
16. Kidd

## Covergestaltung
Das Albumcover zeigt ein Klassenfoto aus seiner Kindheit, auf dem sämtlichen anderen Kindern mit grauen Farben Fratzen auf ihre Gesichter gemalt wurden. Hintergrund ist seine Kindheit, in der er von seinen Mitschülern aufs Gröbste verstoßen und gemobbt wurde. Die Verarbeitung seiner Erlebnisse findet demnach nicht nur inhaltlich in seiner melancholisch-tristen Musik statt, sondern eben auch schon bei der Gestaltung der Hülle.

## Versionen
Das Studioalbum Nirgendwer wurde in drei verschiedenen Versionen auf den Markt gebracht: Nirgendwer, Nirgendwer (Deluxe Version) und Nirgendwer (Limited Fan Edition).
Auf Nirgendwer (Deluxe Version), welche es nur zum Download und Streamen gibt, sind zusätzlich die Lieder XO (Live in Berlin) und Besser als Du (Live in Berlin) und das offizielle Musikvideo zu Whatsapp enthalten.
Bei Amazon gab es exklusiv das Album Nirgendwer (Limited Fan Edition) mit der Standardversion des Albums, einem T-Shirt in Größe L, zehn Postkarten (eine Postkarte enthält eine originale Unterschrift von Sierra Kidd), drei Stickern und des Extended Plays Kopfvilla 2.0.

### Titelliste des Extended Plays Kopfvilla 2.0

#### Disc 1
1. XO (The Stereoids Remix)
2. Problem (Babbel Beats Remix)
3. Alleinsam (Eckz Beats Remix)
4. Signal (The Stereoids Remix)
5. Kopfvilla (The Stereoids Remix)
6. Treppe (Cristal Remix)
7. Keller (Johnny Pepp & RAF Camora Remix)
8. Besser als Du (Live in Berlin)
9. Problem (Live in Berlin)
10. Niemand (Live in Berlin)

#### Disc 2
1. Sierra (Instrumental)
2. Whatsapp (Instrumental)
3. Nirgendwer (Instrumental)
4. Knicklicht (Instrumental)
5. Amor’s Headshot (Instrumental)
6. Ich sah ihn noch (Instrumental)
7. Welle (Instrumental)
8. 20.000 Rosen (Instrumental)
9. Splittermeer (Instrumental)
10. Strom (Instrumental)
11. XO (Instrumental)
12. Signal (Instrumental)
13. Mobile (Instrumental)
14. Gift (Instrumental)
15. 540 KM (Instrumental)
16. Kidd (Instrumental)

## Rezeption
Nirgendwer stieg in drei Ländern in die Top 100 der Albumcharts ein. In der Schweiz befand es sich für eine Woche auf Platz 60, in Österreich auf Platz 24 und in Deutschland konnte es sogar Platz 6 erreichen und hielt sich zwei Wochen in den Charts.
Daniel Schieferdecker schrieb in seiner Kritik für die Juice, dass Sierra Kidd mit seinem Album viel Spielraum für Interpretationen lasse und merkte gleichzeitig eine Ähnlichkeit mit Cro an, da sie „beide [...] Stimmgeber ihrer Generation, melodische Singsang-Rapper mit einem guten Gespür für Hooks und (zumindest anfänglich und lediglich wörtlich zu verstehen) gesichtslos [sind]“. Außerdem sei das Album hervorragend produziert, da Kidds Gedankenwelt hervorragend in Szene gesetzt werde. Der Juice-Redakteur Sascha Ehlert hingegen war der Meinung, dass „Nirgendwer einen nicht so recht catcht“, er wisse aber selbst nicht, woran es liege. Er schrieb: „Sierra Kidd kann sehr gut rappen, er kann texten, er hat die richtigen Beats. Und die Idee, als jugendlicher MC Pop-Appeal und eingängige Hooks à la Cro mit Melancholie und Tiefe zu vermengen, liegt natürlich nahe. Aber genau da liegt wohl der Haken. Das ist alles zu offensichtlich.“ Außerdem schwelge Kidd die gesamte Spielzeit des Albums über „in einer lethargischen Melancholie, die nicht aufgelöst wird“.
Franziska Niesar vom digitalen Jugendkanal Puls bezeichnete Kidds Stil zu Rappen auf dem Album als „Depri-HipHop mit Pop-Anleihen“, in dem sich die Unverstandenen verstanden fühlen. Allein hierfür müsse man laut ihr „den Typ feiern“. Nirgendwer handle von „Einsamkeit und Dunkelheit in tristem Schwarz-Weiß. Langeweile, Melancholie, Depression“.
In der laut.de-Kritik von Dani Fromm behauptete diese, Kidd wirke „gerade, wenn er leiernd gesungene Passagen einbaut, wie der tragische Zwilling von Cro, der personifizierte Gegenentwurf zu dessen Happyhappy-Joyjoy-Attitüde“. Dieses Image sei nicht von langanhaltender Bedeutung und werde schon im Verlauf des ersten Anhörens zu unabwechslungsreich. Nirgendwer zeige keine neuen Facetten und „zwischen dem Opener Sierra und dem Abspann Kidd stecken nicht Rosa, Lila, Pink, sondern allerhöchstens drei Farben Grau“. Die Beats würden sich alle gleich anhören und die Monotonie des Albums sei kaum zu übertreffen. Außerdem meinte Fromm, sie sei gespannt, wie sich Kidd entwickle, selbst wenn sie „von dieser Platte die Schnauze gestrichen voll habe“.